# Kiesarrondissement Bergen
Het Belgische kiesarrondissement Bergen  valt samen met het administratieve arrondissement Bergen.

## Structuur
| Bergen           | Bergen           | Supranationaal     | Nationaal                         | Nationaal                         | Gemeenschap                 | Gewest          | Provincie       | Arrondissement  | Provinciedistrict | Kanton                                | Gemeente        |
| ---------------- | ---------------- | ------------------ | --------------------------------- | --------------------------------- | --------------------------- | --------------- | --------------- | --------------- | ----------------- | ------------------------------------- | --------------- |
| Administratief   | Niveau           | Europese Unie      | België                            | België                            | Wallonië                    | Wallonië        | Henegouwen      | Bergen          | Bergen            | Bergen                                | 13              |
| Administratief   | Bestuur          | Europese Commissie | Belgische regering                | Belgische regering                | Franse Gemeenschapsregering | Waalse regering | Deputatie       | Deputatie       | Deputatie         | Deputatie                             | Gemeentebestuur |
| Administratief   | Raad             | Europees Parlement | Kamer van volksvertegenwoordigers | Kamer van volksvertegenwoordigers | Waals Parlement             | Waals Parlement | Provincieraad   | Provincieraad   | Provincieraad     | Provincieraad                         | Gemeenteraad    |
| Kiesomschrijving | Kiesomschrijving | Frans Kiescollege  | Kieskring Henegouwen              | Kieskring Henegouwen              | Bergen                      | Bergen          | Bergen          | Bergen          | Bergen, Boussu,   | Boussu, Lens, Dour, Frameries, Bergen | 13              |
| Verkiezing       | Verkiezing       | Europese           | Federale                          | Federale                          | Waalse                      | Waalse          | Provincieraads- | Provincieraads- | Provincieraads-   | Provincieraads-                       | Gemeenteraads-  |

- Het kiesarrondissement Bergen omvat de gemeenten Boussu, Hensies, Quaregnon, Saint-Ghislain, Jurbeke, Lens, Colfontaine, Dour, Honnelles, Quiévrain, Frameries, Quévy en Bergen.